# Централни савез српских организација у Македонији
Централни савез српских организација у Македонији је невладина организација Срба у Северној Македонији која је основана 2010. године као кровна организација Срба који представљају етнички продужетак српског народа, установљен у више таласа миграција у Повардарју, од средњег века до периода после Балканских ратова, која има као циљеве заштиту и унапређење етнокултурних особина Срба, њиховог језика, фолкора, ауторских облика уметности и индивидуалних права.
Организација је настала распадом Уједињене Српске заједнице у Северној Македонији (основане 1991, пререгистроване од остатака чланства неколико НВО 2010 у Српску заједницу у Македонији, са тежњом да као формални носилац истог имена за распуштеном организацијом представља себе као правног наследника УСЗМ од 1991. и као једину репрезентативну кровну организацију, оспорујући правну легитимност ЦССОМ) и реорганизацијом дела српских НВО која су били чланови у оквиру устројства нове кровне заједнице, коју тренутно сачињавају десет НВО.
ЦССОМ има улогу делегирану од стране власти Републике Србије (пре свега, Министарства за дијаспору посредништва, комуникацијског канала и заступљања интереса Срба у Северној Македонији извештајима о чињеничним стањима везаним за тај део српског народа из сопствених истраживања и других јавних извора, као и легитимног деловању на конкретних програма очувања традиције, етоса и неговања свих облика и нивоа српске културе како и образовања на српском језику.